# Sergi Puertas
Sergi Puertas (Barcelona, 1971) es un novelista, músico y poeta español. Fue redactor jefe de la revista El Víbora hasta su desaparición en enero de 2005.

## Biografía
Sergi Puertas nació en Barcelona en 1971. Novelista, periodista, poeta, músico y guionista de novela gráfica, ha trabajado en Ediciones La Cúpula y, en su etapa final, ha sido redactor jefe de Kiss Comix, y más tarde director de la revista El Víbora, hasta su desaparición en 2005. Es dueño de un estilo que bebe de clásicos como J. G. Ballard, David Cronenberg, Rafael Chirbes o Stanisław Lem.
Es autor de las novelas Porque sí (Verbigracia, 2004), Subnormal (El Cobre, 2005), Mindundi (Verbigracia, 2005), Cómo destruir ángeles (Cahoba, 2008), el libro de relatos Estabulario (Impedimenta, 2017) y la novela La experiencia (Pez de plata, 2022).
En 1996 creó la web La Página de Henry Chinaski, la primera página web de España dedicada al poeta y novelista Charles Bukowski. 
Ha escrito los prólogos de obras como el cómic Bukowski (Ediciones La Cúpula, 2004) de Matthias Schultheiss, o de libros como Imbécil y desnudo (Editorial Leteo, 2008) de Rubén Lardín.
En 2008 compuso, junto al dibujante Josep Maria Beà, la música de La esfera cúbica, banda sonora del propio cómic de Beà.
Fue el coordinador de Poesía para bacterias (Cuerdos de atar, 2008), antología poética que reunía a los escritores Hernán Migoya, Harkaitz Cano, Luis Felipe Comendador, Javier Corcobado, Juan Bonilla, Karmelo Iribarren, Enrique Falcón, David González, Josep Maria Beà, Antonio Orihuela o Joan Ripollès Iranzo.
Entre 2010 y 2015, participó con sus textos en El butano popular, una revista literaria online de artículos, columnas y entrevistas, en las que participaron Javier Pérez Andujar, Mike Ibáñez,  Miguel Noguera, Rubén Lardín, Joan Ripollés Iranzo, Antonio Trashorras, Nacho Vigalondo o Daniel Ausente.
Aparece en Sólo para supervivientes (2013), documental dirigido por Guillermo A. Chaia y Javier R. Cortés que narra la historia de la revista de cómics El Víbora. En el documental aparecen Josep Maria Berenguer, Francesc Capdevila, Mauro Entrialgo, Javier Mariscal, Miguel Ángel Martín, Hernán Migoya, Nazario y José Miguel Gonzalez Marcén (Onliyú).
En 2014 interpreta un personaje en Difuminado, película underground de Pere Koniec en la que comparte reparto con el escritor Javier Pérez Andujar y los dibujantes Josep Maria Beà, Marcos Prior y Isidré Monés.
En 2014 escribió el guion de Logout, novela gráfica ilustrada por Pier Brito y editada por Norma editorial sobre la alienación del individuo en la era de las nuevas tecnologías.
En 2017 repite con Josep Maria Beà y componen la música de Historias de taberna galáctica, banda sonora completa del propio cómic de Beà editado por Toutain Editor entre 1979 y 1981.
Durante una entrevista de 2021 declaró que se vio obligado a asumir un pseudónimo femenino para poder publicar su libro de relatos Estabulario (2017). De toda esa etapa nace La experiencia (2022), una novela en la que, a partir de correos electrónicos rescatados de su buzón y de audios grabados con su móvil, Puertas narra de forma autobiográfica los sucesos ocurridos durante la publicación de su anterior libro Estabulario.

## Obra literaria

### Novela
- Porque sí (2004)
- Subnormal (2005)
- Mindundi (2005)
- Cómo destruir ángeles (2008)
- La experiencia (2022)
- La cepa afgana en Barcelona (2023)

### Relatos
- Estabulario (2017)[13]

### Poesía
- Ángeles cansados (1999)
- Tira mis sueños a la calle y la lluvia los hará crecer (2000)
- Sigue buscando, hay miles de premios (2005)

### Guion cómic
- Logout (2014) Dibujos de Pier Brito.[14]

## Música
- Dioxid - Ballet lessons for crippled hipsters (2000)
- Bioxid - Snuff movie soundtracks (2000)
- Josep María Beà & Sergi Puertas - La esfera cúbica (2008)
- Gold is the Metal - Gold (2009)
- Jordi Climent & Sergi Puertas - Chewing Gum (2011)
- Josep María Beà & Sergi Puertas - Historias de Taberna Galáctica (2017)